# El Barri (Tona)
|  | Pel que fa al nucli de masies homònim, vegeu Conjunt del Barri (Tona). |

El Barri és una masia de Tona (Osona) inclosa a l'Inventari del Patrimoni Arquitectònic de Catalunya.

## Descripció
El primitiu Barri era una masia amb la majoria dels murs de tàpia, i possiblement, el portal d'entrada era dovellat. D'aquesta només se'n conserva una part al sector més baix de la casa. Després de la Guerra del Francès, i degut a un incendi (1809), es reconstruí la casa, aprofitant elements de diferents reconstruccions anteriors i d'una manera molt desigual, molt semblant a les masies que constituïen el conjunt del Barri.

## Història
El nom de Barri apareix documentat per primera vegada al 20 d'abril de 1011, en una donació del sacerdot Honest a Santa Maria de Ripoll. El 1073, Miró Gotmar, va dotar als habitants del Barri amb diners destinats a la restauració de Sta. Maria del Barri, propietat dels habitants del mas. El mas, però, no és documentat fins al 1248, quan Pere des Barri és esmentat com a hereu del mas, succeït per Berenguer des Barri fins al 1280. Al 1307, Berenguer des Barri, un dels hereus, havia mort i actuà com a usufructuaria del mas la seva viuda Ramona amb el seu hereu Ramon des Barri. Els Barri depengueren dels Castelles fins al 1330, en que una redempció o absolució parcial, el 1379, culminà amb l'abolició del domini personal. A partir d'aquest moments començà amb l'ennobliment dels Barri, que van passar a ser senyors directes i alodials del mas. A partir del segle xv el cognom Barri es convertí en Desbarri, signe de la noblesa. El 1675 va passar Jaume Puig de Perafita, hereu universal de Jaume Domènech i Desbarri. Morí l'11 de setembre de 1714 i la seva dona s'ocupà de l'herència, com a tutora del seu fill. El 19 d'agost de 1745 es va fer una subhasta dels béns dels Puig i Manresa per pagar els seus deutes i el mas passà als Planell, fins al 1822. Però va anar venent el mas, encara que van cedir Sta. Maria del Barri a la parròquia de Tona. Finalment van vendre la casa als Riumbau, malgrat els Planell hi tingueren drets fins a finals del segle xix. Durant la Guerra del Francés, el 1809, varen cremar la casa del Barri que fou restaurada entre els anys 1827-1828.